# 鹿歩山古墳

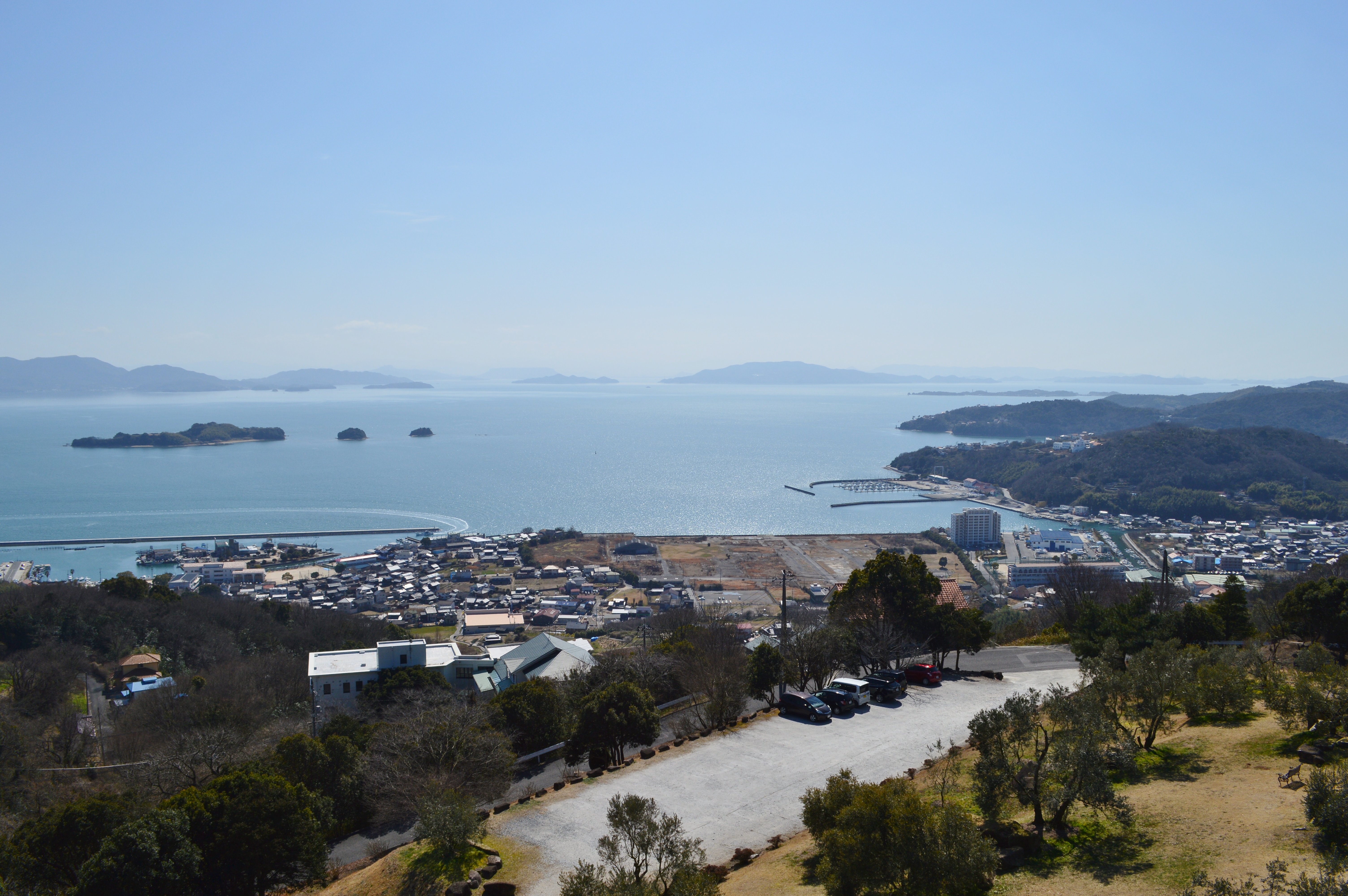
古墳の所在する丘陵（中央右）牛窓オリーブ園から望む。左上の黒島に黒島1号墳、右奥の丘陵に二塚山古墳が所在し、中央の丘陵跡に波歌山古墳が所在した。

鹿歩山古墳（かぶやまこふん/かぶさんこふん）は、岡山県瀬戸内市牛窓町鹿忍（かしの）にある古墳。形状は前方後円墳。岡山県指定史跡に指定されている。

## 概要
| 湾内位置 | 古墳名         | 墳丘長 | 築造時期    | 史跡指定         |
| -------- | -------------- | ------ | ----------- | ---------------- |
| 北東     | 牛窓天神山古墳 | 85m    | 4c中葉-後半 | 瀬戸内市指定史跡 |
| 南       | 黒島1号墳      | 81m    | 5c前半-中葉 | なし             |
| 北西     | 鹿歩山古墳     | 84m    | 5c後半      | 岡山県指定史跡   |
| 北       | 波歌山古墳     | 60m    | 6c前半      | （消滅）         |
| 南西     | 二塚山古墳     | 55m    | 6c後半      | 岡山県指定史跡   |

岡山県南東部、牛窓湾の中央西の鹿歩山（標高92.6メートル：築造当時は半島状地形）の山頂部に築造された古墳である。牛窓湾では、本古墳のほか二塚山古墳・波歌山古墳（消滅）・牛窓天神山古墳・黒島1号墳の前方後円墳5基が湾を取り囲むように築造されたことが知られ、それらのうちでは最高所に位置する。現在では古墳南側に鹿忍神社が所在する。発掘調査は実施されていない。
墳形は前方部が大きく発達した前方後円形で、前方部を北東方向に向ける。墳丘は3段築成。墳丘外表では葺石（人頭大の礫）・埴輪片のほか、鉄製品（甲冑片か）が出土している。墳丘周囲には盾形の周濠が巡らされ（牛窓湾周辺の古墳では唯一）、周濠を含めた全長は約100メートルにおよぶ。埋葬施設は明らかでない（盗掘済か）。
築造時期は、古墳時代中期後半の5世紀後半（または5世紀末）頃と推定される。他の前方後円墳4基とともに当時の牛窓湾の港湾としての政治的重要性を示す古墳になる。本古墳と同時期には、長船地域でも築山古墳が周濠を伴う古墳として築造されており、吉備地方での巨大古墳の消滅や『日本書紀』の記す雄略天皇期の吉備地方の動乱との関連性が指摘される。
古墳域は1956年（昭和34年）に岡山県指定史跡に指定されている。

## 墳丘
墳丘の規模は次の通り。

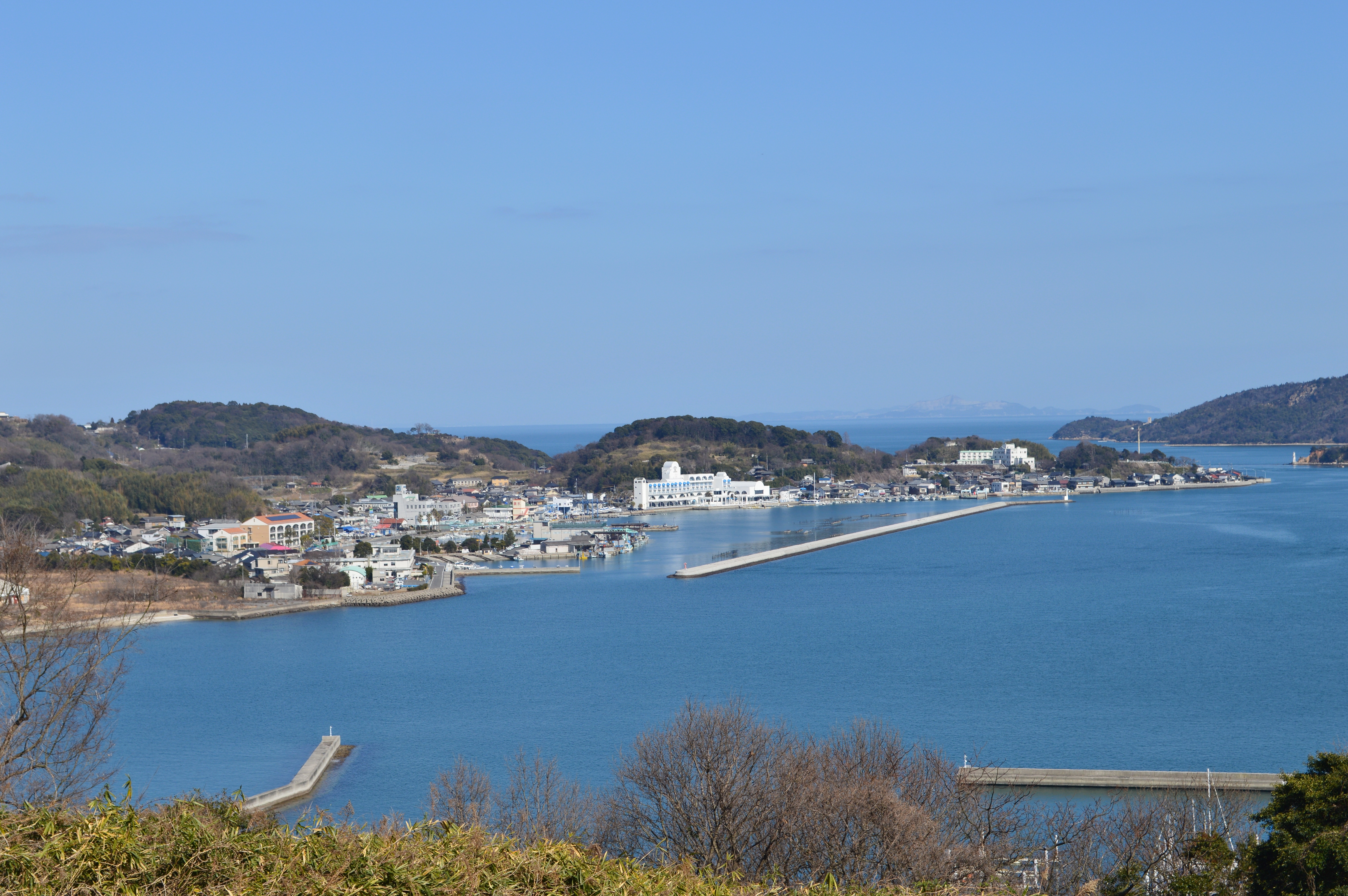
鹿歩山から牛窓湾を望む

- 古墳総長：約100メートル - 周濠を含めた全長。
- 墳丘長：約84メートル
- 後円部 - 3段築成。
  - 直径：約41メートル
  - 高さ：約7メートル
- くびれ部
  - 幅：約28メートル
  - 高さ：約5メートル
- 前方部 - 3段築成。
  - 長さ：約45メートル
  - 幅：約64メートル
  - 高さ：約7メートル

墳丘は前方部が発達した形態であり、類似形態の古墳が邑久地域を中心に分布する点が注意される。周濠の外側では、前方部側で幅約8メートルの周堤帯が認められるが、後円部側では明瞭さを欠く。

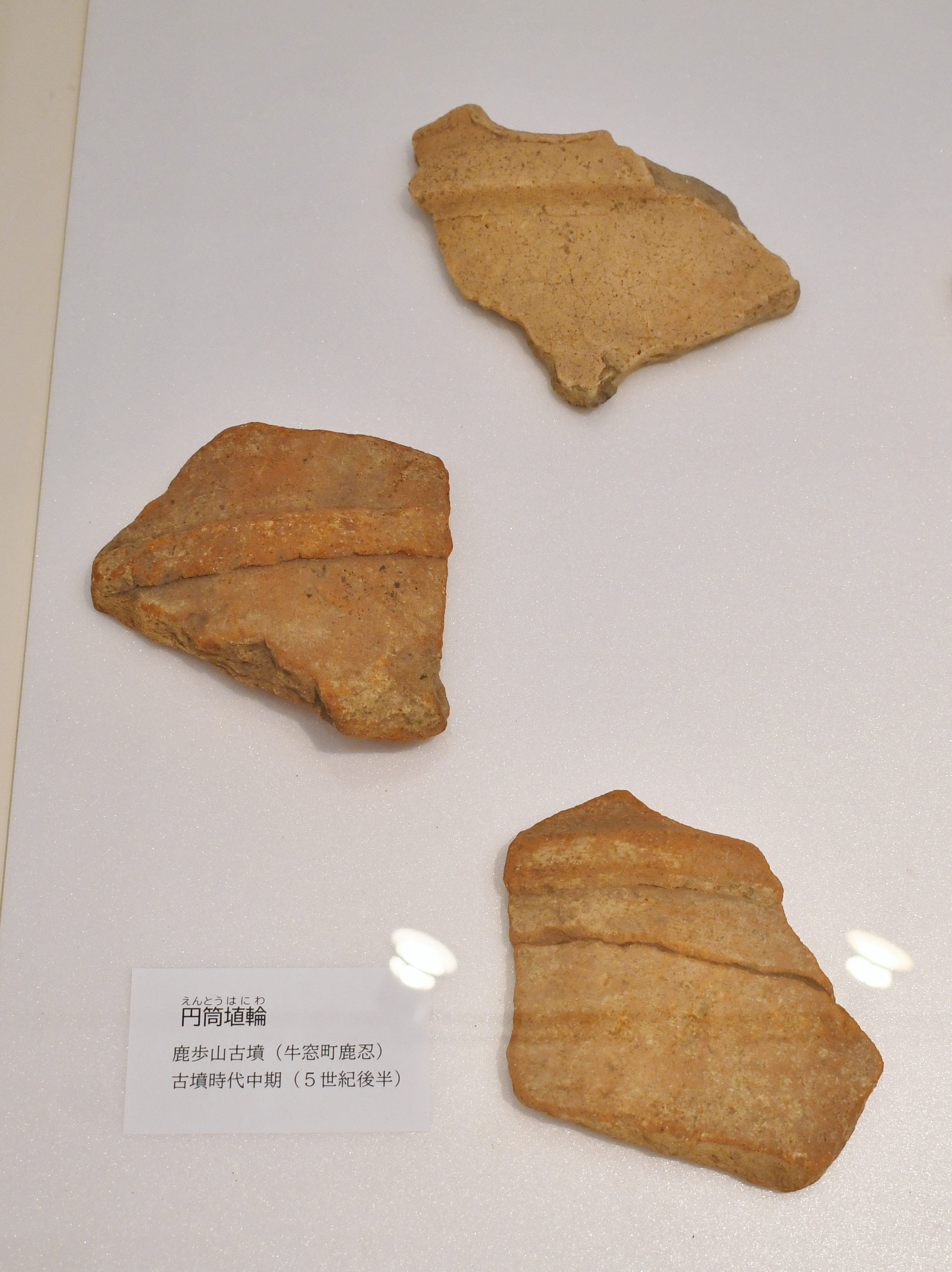
埴輪 寒風陶芸会館展示。

- 埴輪
寒風陶芸会館展示。

## 文化財

### 岡山県指定文化財
- 史跡
  - 鹿歩山古墳 - 1956年（昭和34年）3月27日指定[7][8]。

## 鹿忍神社

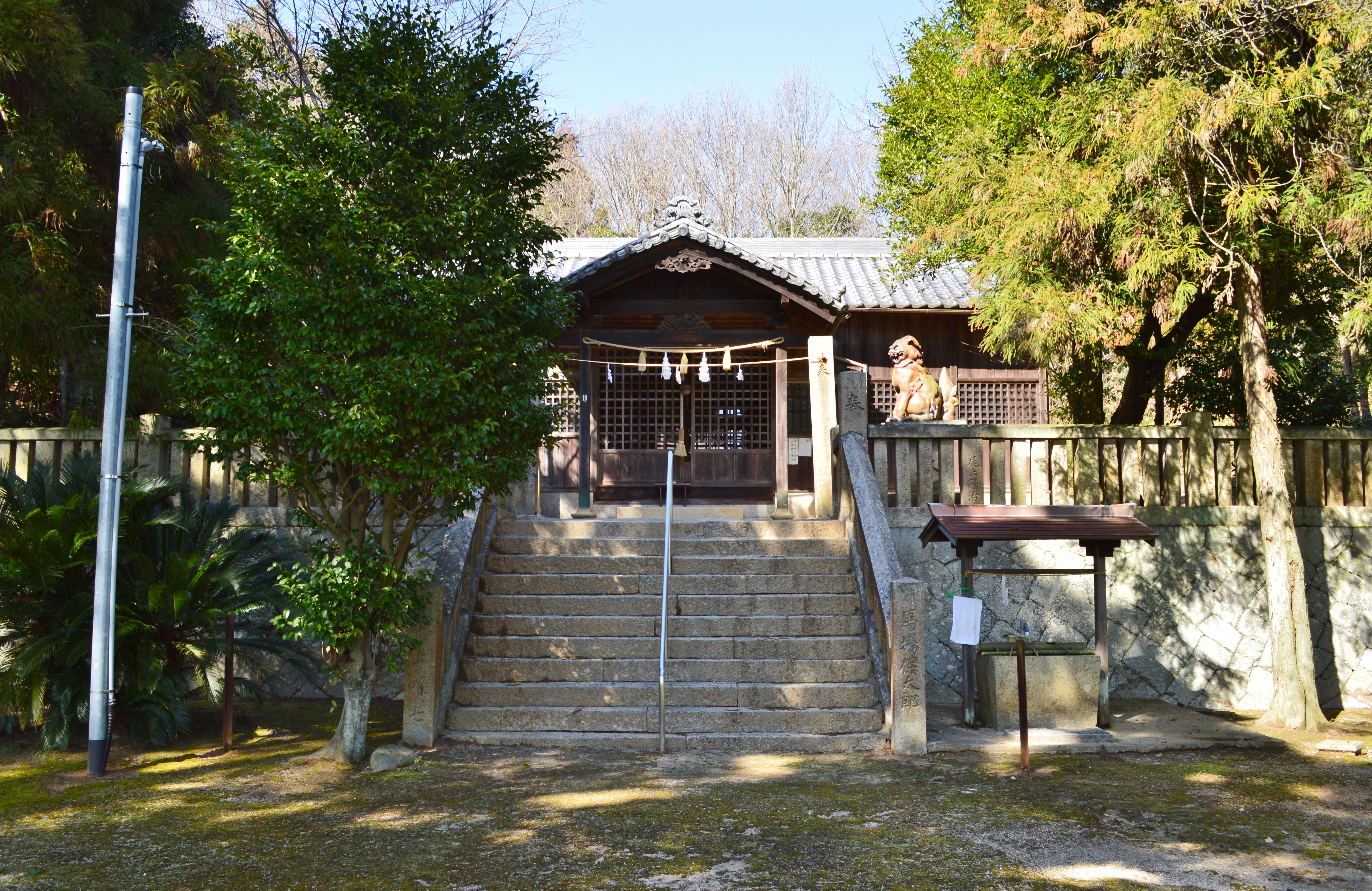
鹿忍神社

鹿歩山古墳の南側には鹿忍神社（かしのじんじゃ）が所在する。祭神は天児屋根命・布津主命・武甕槌命・姫大神・山田彦命の5柱。元和3年（1617年）の棟札には神護景雲年間（767-770年）の再建とあるという。当初は稲津明神として祀られていたが、のちに五社大明神に改め、明治期に鹿忍神社に改号された。本殿は瀬戸内市指定重要文化財に指定されている。

## 周辺の古墳
横山1号墳
鹿歩山古墳の南約200メートルに所在する円墳。現状は一部残存。直径6-7メートル、高さ1.5メートル。埋葬施設は無袖式横穴式石室で、略測で長さ約5メートル・幅1.05メートル・高さ0.40メートルを測る。2号墳は1号墳の南東約5メートル地点にあったが、開墾により消滅している。
京塚古墳
鹿歩山古墳の南西に近接する円墳。現状は一部残存。直径22メートル・高さ2メートルとされる。埋葬施設は竪穴式石槨と伝わる。
木山様古墳群
鹿歩山の南丘陵に所在した円墳群。現在は消滅。

## 関連施設
- 寒風陶芸会館（瀬戸内市牛窓町長浜） - 鹿歩山古墳の出土埴輪を展示。

## 関連文献
（記事執筆に使用していない関連文献）
- 「鹿歩山古墳」『岡山県史』 18 考古資料、岡山県、1986年。